# WASP-11b/HAT-P-10b
WASP-11b/HAT-P-10b是一颗于2008年发现的系外行星，发现结果于2008年4月由超级广角行星搜索计划项目的出版物公布，同时公布的发现结果还包括从WASP-6b到WASP-15b的数颗系外行星。不过当时仍缺乏确定行星参数的详细信息，也缺乏行星的坐标。2008年9月26日，匈牙利自动望远镜计划项目在arXiv网站上发布了一篇论文，其中描述了一颗被其命名为HAT-P-10b的行星；同日，超级广角行星搜索计划项目的论文预印本也在了太阳系外行星百科全书网站上，确定了这两颗天体(WASP-11b和HAT-P-10b)实际上是同一颗系外行星。最终两支团队同意使用合并名称命名这颗行星。
该行星是已知所有的凌星行星中日射量第三小的行星(只有格利泽436b和HD 17156b的日射量比之更小)。其表面相对较低的温度使被划为热木星中的pL级别：该级别行星的大气中缺乏巨量的氧化钛和氧化钒，且不存在逆温现象。 而另有一种划分热木星的系统则是基于行星表面的稳定温度和行星的萨夫若诺夫系数，按此方法划分，则在一个给定的温度条件下，较高级别的行星将具有较高的萨夫若诺夫系数，而其母星的温度则较低。对于WASP-11b/HAT-P-10b来说，其表面的稳定温度为1030K，萨夫若诺夫系数为0.047±0.003，这表明其近乎介于第一级别和第二级别热木星之间。